# Hecatômpilo
Hecatômpilo (em grego clássico: Ἑκατόμπυλος, Hecatómpilos), Comis (em persa médio: 𐭪𐭥𐭬𐭩𐭮, Kōmis), Cumis (em persa: قومس, Qumis) ou Sadarvazé (سددروازه Saddarvazeh) foi uma cidade da Antiguidade, capital do Império Arsácida desde Ársaces I (r. 247–217 a.C.). O nome grego significa "cem portas". Muitos estudiosos situam-na em Xar e Cumis, na região de Comisena, no oeste do Coração, no Irã.